# Indisk ræv
Indisk ræv (Vulpes bengalensis) er en art i slægten af egentlige ræve, som er små rovdyr i hundefamilien.

## Beskrivelse
Indisk ræv er mindre end alle underarter af rød ræv, men minder ellers meget om denne. Pelsen er bleg orange i farven, mørkere over ryggen end langs siderne. Den har cremehvide tegninger langs den nedre del af kindene, foran på halen og på brystet. Også poterne har indslag af cremehvid, mens haletippen er sort. Den spidse snude har indslag af mørk behåring på den forrreste del. Ørene står i forhold til hovedstørrelsen.
Indisk ræv vejer normalt 2-4 kg. Kroppen er 45-60 cm inklusive hovedet, mens halen normalt er ca. 25-35 cm lang.

## Udbredelse, habitat og madvaner
Indisk ræv findes i næsten hele Indien og i store dele af Nepal og Pakistan. Den undgår skovklædte områder og søger hellere mod åbne sletter og skråningene i Himalaya. Den lever helst af insekter, æg, fugle og gnavere, men som de fleste ræve er den altædende. Det betyder at den også kan spise ådsler hvis den får mulighed for det. Måske også frugt og plantemateriale.

## Adfærd og reproduktion
Indisk ræv danner parforhold som kan vare livet ud. Større familiegrupper opstår når hvalpene bliver længere end normalt. Begge forældre er med til at "opdrage" ungerne. Det er observeret at tæverne kan die sammen, noget som tyder på at denne ræv af og til kan danne større familiegrupper. Flere voksne individer er også observeret mens de hviler sammen. De kommunikerer med lyde, kropssprog og markeringer.
Paringstiden er i december-januar. På denne tid er hannerne specielt vokale. Tæven går drægtig i 50-53 dage og føder som regel i januar-marts. Kuldet består som regel af 2-4 hvalpe, og begge forældre deltager i pasningen af hvalpene. Såkaldte hjælpere er ikke blevet observeret. Når hvalpene bliver 5-6 måneder gamle, klarer de sig selv.